# Albin Olofsson
Per Albin Olofsson (ur. 19 lipca 1998) – szwedzki zapaśnik walczący w stylu klasycznym. Zajął jedenaste miejsce na mistrzostwach świata w 2022. Piąty na mistrzostwach Europy w 2025. Mistrz nordycki w 2021 roku.
Trzeci na MŚ U-23 w 2021. Drugi na ME U-23 w 2021 roku.